# Bahía de Jervis
La bahía de Jervis es una pequeña bahía oceánica de unos 102 kilómetros cuadrados en la costa sur de Nueva Gales del Sur (Australia), de la cual se dice que posee la arena más blanca del mundo.
Un área de 70 kilómetros cuadrados de terreno alrededor de la punta sur de la bahía constituye un territorio federal conocido como el Territorio de la Bahía de Jervis. La base HMAS Creswell, de la Armada Real Australiana, se encuentra en el Territorio de Jervis entre Jervis Bay Village y Greenpatch Point.
A mediados de 1797, los sobrevivientes del naufragio de Sydney Cove atravesaron el área a pie, mientras emprendían una ardua caminata de 600 kilómetros en un intento de llegar a Port Jackson (Sídney), solo tres de ellos completaron el viaje.

## Geografía
En el lado sur de la bahía se encuentran los asentamientos de Greenpatch, Hyams Beach, y la isla de Bowen, ubicados en el territorio de la Bahía de Jervis. En la orilla de la bahía perteneciente a Nueva Gales del Sur se ubican, de norte a sur, las poblaciones de Callala Beach, Callala Bay, Huskisson y Vincentia. La península Beecroft, en el lado norte de la bahía, se ha utilizado como campo de tiro por la Marina de Australia. Punta Perpendicular forma el extremo sur de la península.

### Geología
La bahía de Jervis es un valle de río ahogado que se formó hace 15 000 años, al final de la última edad de hielo. La bahía tomó su aspecto actual en torno a 4000 a. C. después de que los niveles del mar subieron 120 metros y las barreras de dunas crearon la península del sur. La mayor parte de la roca en la bahía de Jervis es parte de la formación de arenisca de la cuenca de Sídney, que tiene 280-225 millones de años de edad, aunque las zonas más bajas están sobrepuestas con sedimentos terciarios de la época.
Varias características de la bahía de Jervis se han utilizado como prueba de que la costa australiana ha experimentado muchos tsunamis gigantes antes de la colonización europea.

## Recreación

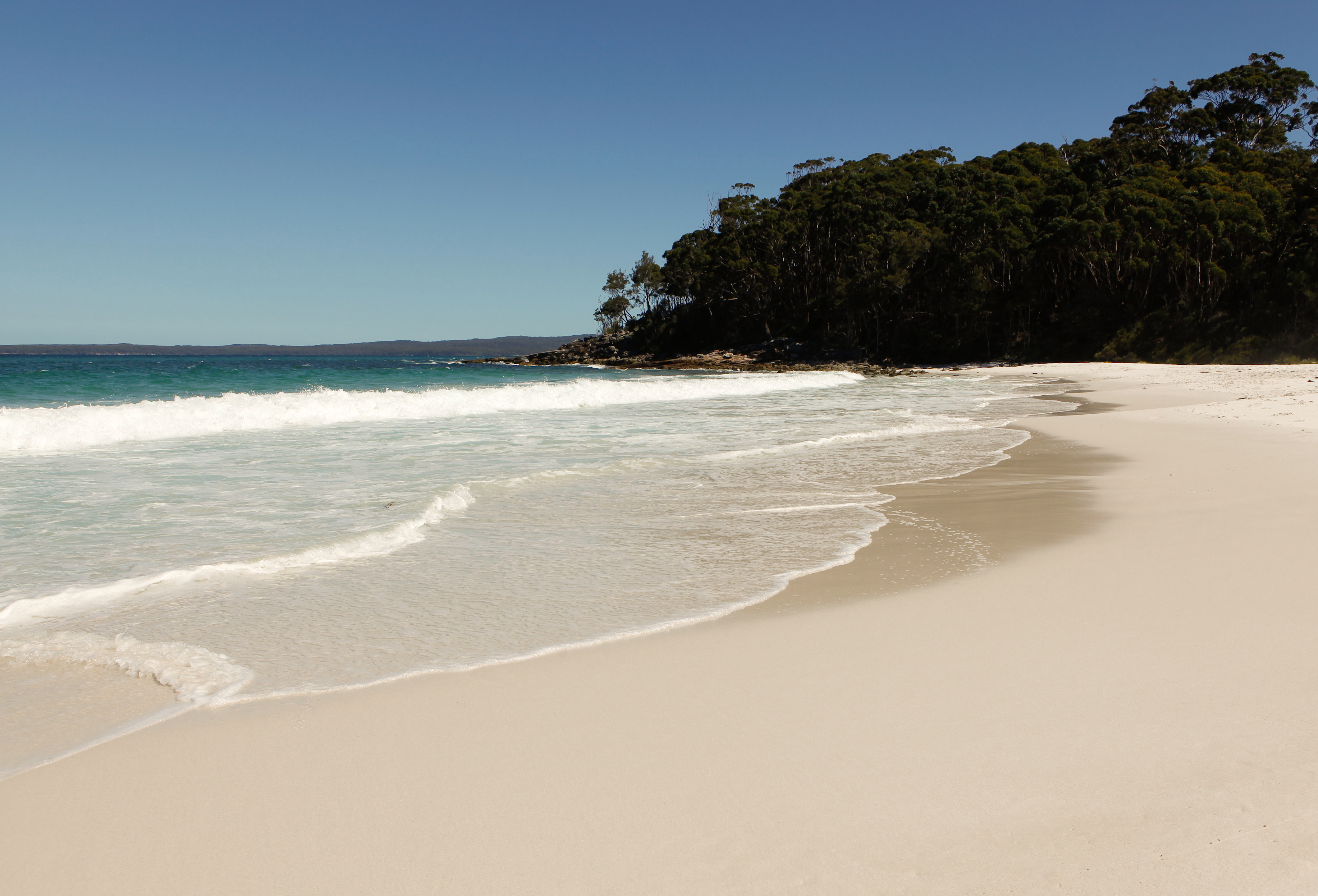
Playa de la bahía de Jervis

La bahía de Jervis es bien conocida por la pesca deportiva y el buceo, con operadores turísticos que salen desde Huskisson y aficionados que utilizan botes rentados en los pueblos junto a la bahía y sitios de camping. Los sitios populares de buceo incluyen The Labyrinths, Gorgonian Wall, Punta Perpendicular, un avión de Fairey Firefly sumergido, bancos de vieira, Middle Ground, Ten Fathom Reef, y la isla de Bowen.
La bahía de Jervis también es conocida por la observación de ballenas, debido a que la migración de estos animales, tanto al norte como al sur, se puede observar cuando la manada pasan a la entrada de la bahía, y que frecuentemente entran a las aguas protegidas para descansar. La mayoría de las ballenas avistadas en Jervis son las jorobadas, que migran a lo largo de la costa este de Australia, de junio a noviembre. Las ballenas francas del sur también están mostrando un aumento lento pero constante en los últimos años a medida que recolonizan antiguos hábitats, habiendo sido ampliamente cazadas en los siglos xix y xx. Otras especies avistadas han sido falsas orcas, orcas, ballenas minke y, en una ocasión, una ballena azul.

## Turismo
El turismo en bahía de Jervis es una de los más importantes ingresos para muchos de los residentes locales, con muchos negocios orientándose hacia ella. El Centro de Información de Visitantes de la Bahía de Jervis está en Huskisson, y es parte del Museo Marítimo y Galería de la Señora Denman. administradas Consejo Local centros de información de los visitantes están en Nowra y Ulladulla.